# Leptogenys occidentalis
Leptogenys occidentalis är en myrart som beskrevs av Bernard 1953. Leptogenys occidentalis ingår i släktet Leptogenys och familjen myror. Inga underarter finns listade i Catalogue of Life.